# 1929-es magyar asztalitenisz-bajnokság
Az 1929-es magyar asztalitenisz-bajnokság a tizenharmadik magyar bajnokság volt. Ettől az évtől női párosok részére is rendeztek bajnokságot. A bajnokságot március 14. és 17. között rendezték meg Budapesten, a Clarus cukrászda télikertjében.

## Eredmények
| Versenyszám  | Arany                                            | Arany | Ezüst                                       | Ezüst | Bronz                                                                                 | Bronz |
| ------------ | ------------------------------------------------ | ----- | ------------------------------------------- | ----- | ------------------------------------------------------------------------------------- | ----- |
| Férfi egyéni | Szabados Miklós MTK                              |       | Barna Viktor KISOK                          |       | Glancz Sándor Nemzeti SC                                                              |       |
| Női egyéni   | Klucsikné Mednyánszky Mária MTK                  |       | Sipos Anna BSE                              |       | Zádor Ilona MTK                                                                       |       |
| Férfi páros  | Barna Viktor, Szabados Miklós KISOK, MTK         |       | Kelen István, Bellák László BSE, Nemzeti SC |       | Mechlovits Zoltán, Glancz Sándor MTK, Nemzeti SC                                      |       |
| Női páros    | Klucsikné Mednyánszky Mária, Sipos Anna MTK, BSE |       | Gál Magda, Dárday Muriel Kitartás EAC, BBTE |       | Zádor Ilona, Rosenberg Emilné MTK                                                     |       |
| Vegyes páros | Szabados Miklós, Klucsikné Mednyánszky Mária MTK |       | Kelen István, Sipos Anna BSE                |       | Barna Viktor, Zádor Ilona KISOK, MTKBellák László, Gál Magda Nemzeti SC, Kitartás EAC |       |